# Marian Zeciu
Tudor Marian Zeciu (n. 25 februarie 1977, București, România) este un fost fotbalist armean. De-a lungul carierei a evoluat la Juventus București, Electromagnetica, Pyunik Erevan, Oțelul și la Ceahlăul. Acesta a jucat și șapte partide pentru echipa națională de fotbal a Armeniei.